# جاده‌های شماره‌گذاری‌شده در لسوتو
جاده‌های شماره‌گذاری‌شده در لسوتو
در لسوتو، شماری از جاده‌ها تحت سامانه‌ای رسمی به‌عنوان جاده‌های شماره‌گذاری‌شده مشخص شده‌اند تا هدایت مسیرها و برنامه‌ریزی حمل‌ونقل تسهیل شود. این سامانهٔ ملی شامل چهار ردهٔ اصلی از مسیرها است که با حروف A، B، C و D طبقه‌بندی می‌شوند.
رده‌بندی این جاده‌ها بر اساس اهمیت راه، حجم تردد، و نقش ارتباطی آن‌ها در شبکهٔ حمل‌ونقل کشور صورت گرفته است. مسیرهای ردهٔ A معمولاً جاده‌های اصلی و بین‌شهری‌اند که مراکز عمدهٔ شهری و گذرگاه‌های مرزی را به‌هم متصل می‌کنند، در حالی که مسیرهای ردهٔ D اغلب راه‌های فرعی یا محلی‌اند که روستاها و مناطق کم‌ترددتر را پوشش می‌دهند

## شماره‌گذاری
در سامانهٔ ملی شماره‌گذاری راه‌ها در لسوتو، مسیرها بر پایهٔ اهمیت و نقش ارتباطی، به چهار رده تقسیم می‌شوند:
مسیرهای ردهٔ A: مهم‌ترین جاده‌ها هستند که شهرهای اصلی را به یکدیگر متصل می‌کنند.
مسیرهای ردهٔ B: شهرها و شهرک‌های کوچک‌تر را به شبکهٔ ملی جاده‌ای پیوند می‌دهند.
مسیرهای ردهٔ C: مسیرهایی‌اند که به جاده‌های ردهٔ B متصل می‌شوند.
مسیرهای ردهٔ D: راه‌های فرعی یا محلی‌اند که به جاده‌های ردهٔ C ارتباط دارند.
رده‌بندی عددی هر گروه از مسیرها به‌صورت زیر است:
مسیرهای اصلی: از A1 تا A99
مسیرهای ناحیه‌ای (منطقه‌ای): از B1 تا B99
مسیرهای محلی: از C1 تا C999
مسیرهای فرعی (جاده‌های خرد): از D1 تا D9999

## فهرست مسیرها
جاده‌های اصلی در لسوتو
جاده‌های منطقه‌ای در لسوتو
جاده‌های محلی در لسوتو
جاده‌های فرعی در لسوتو